# Wereszcze Małe
Wereszcze Małe (dawn. Wereszce Małe) – wieś w Polsce położona w województwie lubelskim, w powiecie chełmskim, w gminie Rejowiec. Leży przy drodze nr DW 812.
W latach 1975–1998 miejscowość administracyjnie należała do województwa chełmskiego. Od 1 stycznia 2006 wchodzi w skład powiatu chełmskiego (przedtem krasnostawskiego). 
Wieś jest sołectwem w gminie Rejowiec. Według Narodowego Spisu Powszechnego (III 2011 r.) liczyła 160 mieszkańców i była trzynastą co do wielkości miejscowością gminy Rejowiec.
Wierni Kościoła rzymskokatolickiego należą do parafii św. Jozafata Kuncewicza w Rejowcu.

## Części wsi
| SIMC    | Nazwa  | Rodzaj    |
| ------- | ------ | --------- |
| 1026326 | Izbica | część wsi |

## Historia
Według Słownika geograficznego Królestwa Polskiego z roku 1887 Wereszcze Wielkie i Wereszcze Małe (niekiedy używano także nazwy „Werśce”), dwie wsie w powiecie chełmskim, gminie Rejowiec, parafii greckokatolickiej w Spasie i Pawłowie, rzymskokatolickiej w Chełmie. Wsie te leżą przy linii drogi żelaznej nadwiślańskiej o 10 wiorst od Rejowca w kierunku Chełma. Wereszcze Wielkie mają 836 mórg Wereszcze małe 132 mórg. Jest tu szkoła początkowa. W 1827 r. Wereszcze Wielkie miały 39 domów zamieszkałych przez 219 mieszkańców a Wereszcze Małe 11 domów i 48 mieszkańców. Suplement słownika z roku 1902 podaje że w roku 1565 Wereszcze stanowiły wieś w starostwie chełmskim mając 12 dworzyszcz osadzonych na prawie wołoskim. Siedzący tu wołochowie płacili tylko czynsz od bydła jakie chowali. Kniaź z kilku barci dawał miodu półtorej rączki. Powinnością osadników było „jechać z listy, woły gnać i po złodzieja jechać”. Dochodu było ze wsi 7 zł i 281/2 grosza.